# Maxillaria vasquezii
Maxillaria vasquezii är en orkidéart som beskrevs av Eric Alston Christenson. Maxillaria vasquezii ingår i släktet Maxillaria och familjen orkidéer.
Artens utbredningsområde är Bolivia. Inga underarter finns listade i Catalogue of Life.